# Molded interconnect device

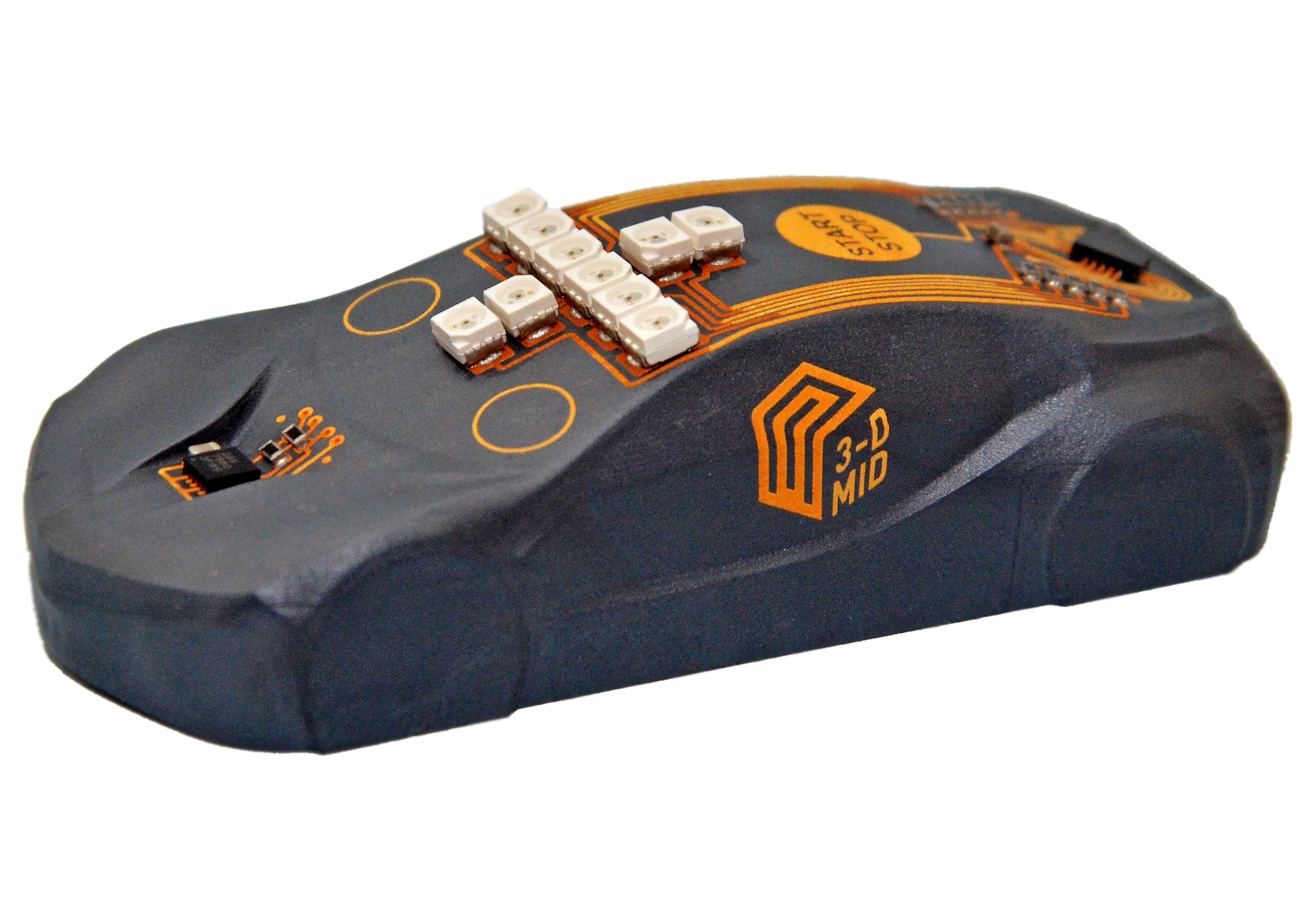
Demostrador tecnològic de la tecnologia MID de l'associació de recerca 3-D MID e.V.

Un dispositiu d'interconnexió modelat (amb acrònim anglès MID) és una peça termoplàstica modelada per injecció amb traces o pistes de circuit electrònic integrat. L'ús de termoplàstics d'alta temperatura i la seva metal·lització estructurada obre una nova dimensió del disseny de portadors de circuits a la indústria electrònica. Aquesta tecnologia combina substrat/carcassa de plàstic amb circuits en una sola peça mitjançant metal·lització selectiva.
Estructuració directa làser (LDS): és el procés de fabricaciò MID utilitzant un material termoplàstic, dopat amb un compost inorgànic metàl·lic (no conductor) activat mitjançant làser. El component bàsic és modelat per injecció d'un sol component, pràcticament sense restriccions en termes de llibertat de disseny 3D. A continuació, un làser escriu el recorregut de la traça posterior del circuit al plàstic. On el raig làser colpeja el plàstic, l'additiu metàl·lic forma una pista micro-aspre. Les partícules metàl·liques d'aquesta pista formen els nuclis per a la posterior metal·lització. En un bany de coure sense electros, les capes del camí conductor sorgeixen precisament en aquestes vies. Successivament es poden aixecar d'aquesta manera capes d'acabat de coure, níquel i daurat.